# Tekken Revolution
Tekken Revolution (鉄拳レボリューション, Tekken Reboryūshon) est un jeu de combat en free-to-play édité et développé par Bandai Namco Entertainment. Le jeu est sorti sur PlayStation 3 via le PlayStation Store en juin 2013. Il s'agit du premier Tekken de la série à utiliser le système du free-to-play et également le premier à n'être sorti qu'au format numérique. Les services en ligne ont cessé en mars 2017. Le jeu a comptabilisé 2 millions de téléchargements en 3 mois sur le PlayStation Store.

## Personnages
- Alisa Bosconovitch (déblocable)
- Armor King (mise à jour & déblocable)
- Asuka Kazama
- Bob (mise à jour & déblocable)
- Bryan Fury (déblocable)
- Christie Monteiro (mise à jour & déblocable)
- Devil Jin (mise à jour & déblocable)
- Eliza (mise à jour & déblocable) - (nouveau)
- Feng Wei (mise à jour & déblocable)
- Heihachi Mishima (boss non jouable)
- Hwoarang (mise à jour & déblocable)
- Jack-6
- Jaycee (mise à jour & déblocable)
- Jin Kazama (mise à jour & déblocable)
- Jinpachi Mishima (boss non jouable)
- Jun Kazama (mise à jour & déblocable)
- Kazuya Mishima/Devil Kazuya
- King
- Kinjin (mise à jour & boss non jouable) - (nouveau)
- Kuma (mise à jour & déblocable)
- Kunimitsu (mise à jour & déblocable)
- Lars Alexandersson
- Lee Chaolan (mise à jour & déblocable)
- Leo (déblocable)
- Lili
- Ling Xiaoyu (mise à jour & déblocable)
- Marshall Law
- Miguel Caballero Rojo (mise à jour & déblocable)
- Mokujin (mise à jour & boss non jouable)
- Nina Williams (mise à jour & déblocable)
- Ogre (boss non jouable)
- Paul Phoenix
- Sergei Dragunov (mise à jour & déblocable)
- Steve Fox (déblocable)
- Tetsujin (mise à jour & boss non jouable)

## Accueil
- Gameblog : 7/10[5]